# Altes Elektrizitätswerk La Chaux-de-Fonds

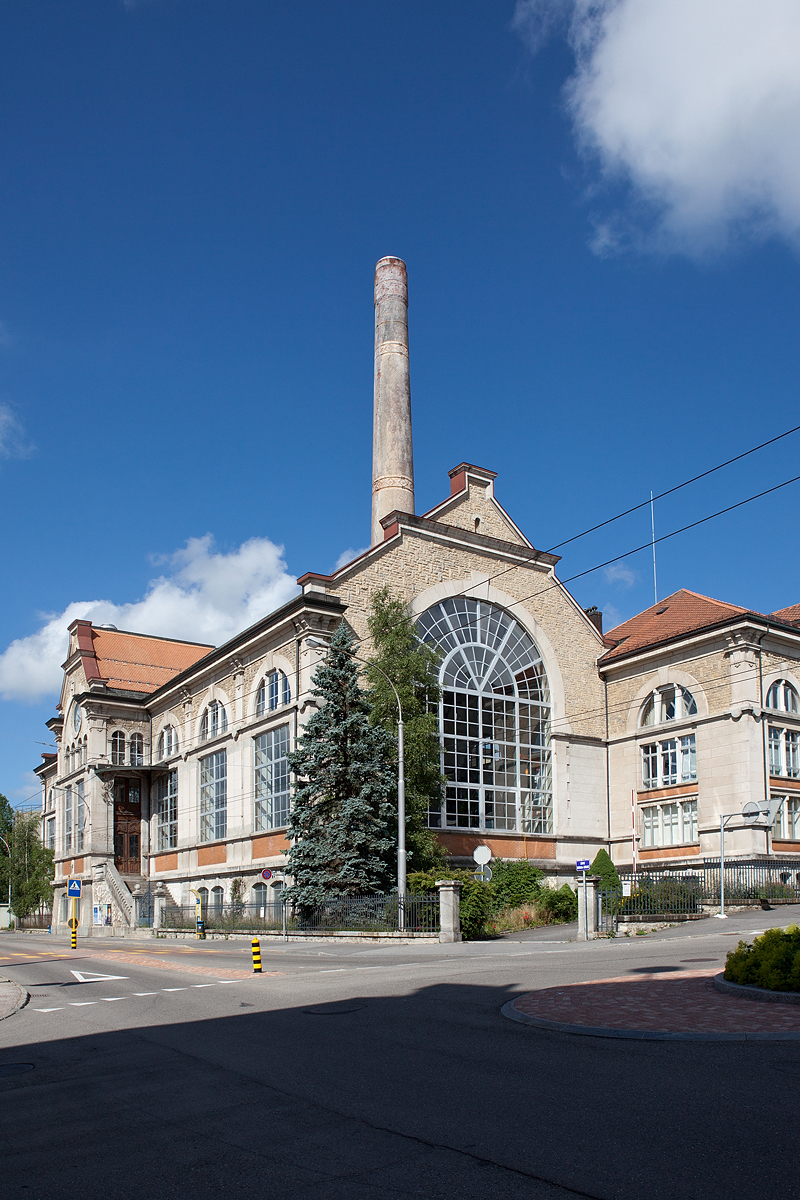
Das ehemalige Elektrizitätswerk an der Rue Numa-Droz 174

Das ehemalige Elektrizitätswerk Ancienne usine électrique ist ein denkmalgeschütztes Gebäude in La Chaux-de-Fonds in der Schweiz. Es ist ein Kulturgut von nationaler Bedeutung im Kanton Neuenburg. Das Gebäude ist heute die Produktionsstätte der handwerklichen Kleinbrauerei Brasserie de l’Avenir (seit 2019) und des Uhrenherstellers Schneider & Co.

## Geschichte

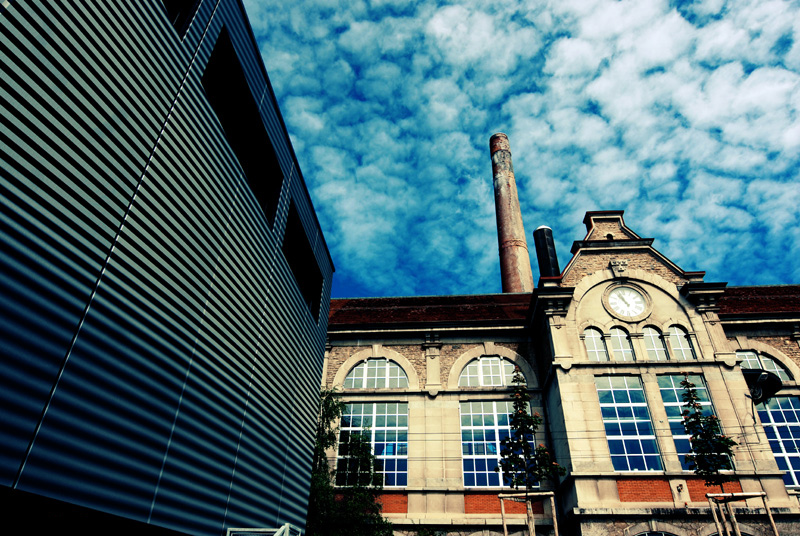
In der «Uhrenmetropole» darf eine Uhr an der Fassade nicht fehlen

1908, elf Jahre nach der Elektrifikation der Stadt, ging das von 1906 bis 1908 gebaute Speicher- und Transformatorwerk auf damals offenem Gelände am Westrand der Stadt in Betrieb. Seit dem Jahr 1898 hatten La Chaux-de-Fonds und das benachbarte Le Locle ein damals technologisch übliches Gleichspannungsnetz betrieben. Errichtet nach Plänen des Architekten Louis Reutter, sollte der Neubau die wachsende Zahl der an das Stromnetz angeschlossenen Haushalte und Industriebetriebe versorgen. Reutter, der in La Chaux-de-Fonds rund 50 von ihm entworfene Bauwerke hinterlassen hat, entsprach dieser Forderung der Zeit, indem er, in Übereinstimmung mit dem Fortschrittsglauben der Belle Époque, dem städtischen Zweckbau ein Aussehen verlieh, das dem Glanz mancher Uhrenfabrik in nichts nachsteht. Das wesentliche Merkmal dieser Architektur ist ein maximaler Lichteinfall. Während sie dort das Tagwerk der Uhrmacher beleuchtet, so bescheint die Sonne hier umfangreiche technische Anlagen. Im Inneren befinden sich zwei grosse Hallen. Eine Halle beherbergte die elektrischen Generationen, eine zweite die Dampfkessel. Der hohe Schornstein ist von weitem sichtbar. Er ist einer der zwei noch verbleibenden Industriekamine in der Stadt.